# Anders Hwatz
Anders Gustaf Harry Hwatz, född 19 juli 1903 i Göteborg, död 28 januari 1982 i Kungsholms församling, Stockholm, var en svensk civilingenjör, skulptör och proberare vid Myntverket.
Han var från 1936 gift med Ingrid Hwatz. Han utbildades till skulptör av Lena Börjeson och Henrik Roxström i Stockholm. Förutom flickstatyetter och aktstudier i olika material utförde han även akvareller främst med motiv från Fårön, Jämtland, Siena och Ceret i Frankrike. Anders Hwatz är gravsatt i minneslunden på Råcksta begravningsplats.